# Julio Parada Benavente
Julio Parada Benavente (Longaví, 25 de diciembre de 1872 - Concepción, 4 de diciembre de 1956) fue un destacado abogado y profesor chileno de derecho constitucional, conocido por ser uno de los miembros fundadores de la Universidad de Concepción

## Biografía
Hijo de José María Parada, agricultor en Longaví y Juana María Benavente Soto-Aguilar. Su hermano Agustín Parada Benavente, fue un destacado jurista que llegó a ser Ministro de la Corte Suprema. Realizó sus primeros estudios en el Liceo de Hombres de Concepcíón, para luego pasar al Curso Fiscal de Leyes, titulándose como abogado en 1895. Sus biógrafos lo describen como un hombre de rostro severo y adusto, de mirada suave y hablar lento y reposado con un castellano clásico y sobrio.
A los 27 años de edad asume como profesor de Derecho Constitucional del Curso Fiscal de Leyes. Fue además defensor Público y de Menores, cargo en el que trató hechos delictivos como la delincuencia infantil. 
Perteneció a varias instituciones, entre ellas el Club Concepción, el Rotary Club (del que fue su presidente), la Sociedad Vinícola del Sur -de la que llegó a ser director- y la Logia Masónica Paz y Concordia N°13. En 1923 es elegido para ocupar los cargos de Presidente del Banco de Concepción, asumiendo a su vez la presidencia de la Fábrica de Paños Bellavista Tomé. Por otro lado, se dedicó gran parte de su tiempo al periodismo, llegando a dirigir el Diario El Sur de Concepción.
En 1917 participa junto a Enrique Molina Garmendia y otras personalidades penquistas, en la creación del Comité Pro Universidad y del Hospital Clínico, el que más tarde serviría para la creación de la Universidad de Concepción, el 14 de mayo de 1919. Ocupó la vicerrectoría de la universidad y, en algunas oportunidades, la rectoría de la misma, en caso de ausencia de don Enrique Molina Garmendia.
Junto con Alberto Coddou y otros abogados penquistas promovieron la incorporación del Curso Fiscal de Leyes a la recién creada Universidad de Concepción, después de su supresión.
En 1944 renuncia a sus funciones docentes en la Universidad de Concepción, acogiéndose a una merecida jubilación. Diez años más tarde la Universidad lo distingue como miembro honorario por los servicios prestados a esa Casa de estudios.
Contrajo matrimonio con doña Eugenia Parga Ríos, con quien tuvo tres hijos: Mercedes, Julio y Aliro Parada Parga.
Don Julio Parada Benavente falleció en Concepción el 4 de diciembre de 1956 a los 83 años de edad. En su honor, la Universidad de Concepción instituyó un  Premio en su memoria para el egresado de la carrera de Derecho que presente la mejor tesis de prueba de derecho constitucional.